# 최동단순 나라 목록
다음은 최동단순 나라 목록이다. 부속섬을 우선으로 한 뒤 본토를 기준으로 삼았으며, 속령은 종속국과 함께 다룬다.
표의 순서는 해당국의 영토가 경도 180도 자오선에 얼마나 근접하느냐를 기준으로 하였지만, 러시아, 피지, 남극 대륙의 경우 최서단과 최동단을 모두 지닌 셈이 되기 때문에 반드시 그 기준을 따르지 않았다. 이 때문에 180도 자오선을 기준으로 동서측에 모두 영토를 두고 있는 러시아, 뉴질랜드, 피지, 미국, 키리바시 등은 최동단의 기준을 영토 내 최동단으로 삼았다. 
미국과 키리바시는 경도 180도 자오선 동쪽의 서반구에 대부분 영토를 두고 있으므로 180도 자오선을 넘어 동반구까지 영토가 서쪽으로 뻗어 있는 최서단 국가로 분류한다. 반대로 러시아, 뉴질랜드, 피지는 경도 180도 서쪽의 동반구에 대부분 영토를 두고 있으므로, 180도 자오선을 넘어 동쪽으로 영토가 뻗어 있는 최동단 국가에 속하는 것으로 분류한다.

## 목록
| 순위 | 국가                   | 최동단                                                                                  | 경도                  |
| ---- | ---------------------- | --------------------------------------------------------------------------------------- | --------------------- |
| 1    | 러시아                 | 축치 자치구 그보즈데브 제도 라트마노프섬 (부속섬) 축치 자치구 데즈네프곶 (본토)         | 169°01′W 169°40′W     |
| 2    | 뉴질랜드               | 포티포 제도 (부속섬) 이스트곶 (북섬)                                                    | 175°45′W 178°54′E     |
| 3    | 피지                   | 바토아섬                                                                                | 178°15′W              |
| 4    | 투발루                 | 누쿠라에라에섬                                                                          | 179°51′E              |
| 5    | 마셜 제도              | 녹스 환초                                                                               | 172°09′E              |
| 6    | 바누아투               | 타페아주 푸투나섬                                                                       | 170°13′E              |
| 7    | 솔로몬 제도            | 테모투주 파투타카섬                                                                     | 170°10′E              |
| 8    | 오스트레일리아         | 노퍽섬 바이런곶 (본토)                                                                  | 167°57′E 153°38′E     |
| 9    | 나우루                 | 나우루섬 동부해안                                                                       | 166°57′E              |
| 10   | 미크로네시아 연방      | 코스라에주 코스라에섬 최동단                                                            | 163°01′E              |
| 11   | 파푸아뉴기니           | 부건빌 자치주 누쿠마누 제도 밀네만 (본토)                                               | 159°24′E 150°52′E     |
| 12   | 일본                   | 도쿄도 오가사와라 제도 미나미토리섬 홋카이도 네무로시 노삿푸곶 (본토)                   | 153°59′E 145°49′E     |
| 13   | 인도네시아             | 메라우케현                                                                              | 141°05′E              |
| 14   | 중화인민공화국         | 헤이룽장성 자무쓰시 푸위안현                                                            | 134°46′E              |
| 15   | 팔라우                 | 카양겔 환초                                                                             | 134°42′E              |
| 16   | 대한민국               | 경상북도 울릉군 울릉읍 독도리 (부속섬) 경상북도 포항시 남구 구룡포읍 석병리 (본토)      | 131°52′E 129°35′E     |
| 17   | 조선민주주의인민공화국 | 함경북도 경흥군 노서면 조산동 (명목상) 함경북도 나선특별시 우암리                       | 130°40′E              |
| 18   | 동티모르               | 라우텡현 자코섬                                                                         | 127°19′E              |
| 19   | 필리핀                 | 민다나오섬 카라가 지방 푸산곶                                                           | 126°34′E              |
| 20   | 중화민국               | 지룽시 몐화유                                                                           | 122°06′E              |
| 21   | 몽골                   | 더르너드주 중국 국경지대                                                                | 119°56′E              |
| 22   | 말레이시아             | 보르네오섬 사바주 최동단                                                                | 119°10′E              |
| 23   | 브루나이               | 부킷파곤산 말레이시아 국경지대                                                          | 115°25′E              |
| 24   | 홍콩                   | 다이보구 둥핑자우섬                                                                     | 114°26′E              |
| 25   | 마카오                 | 세 당구 아페롤라 (A Pérola)                                                             | 113°33′E              |
| 26   | 베트남                 | 카인호아성 혼곰반도                                                                     | 109°30′E              |
| 27   | 캄보디아               | 라타나키리주 베트남 국경지대                                                            | 107°35′E              |
| 28   | 라오스                 | 세콩주 베트남 국경지대                                                                  | 106°40′E              |
| 29   | 태국                   | 우본랏차타니주 라오스 국경지대                                                          | 105°40′E              |
| 30   | 싱가포르               | 페드라브랑카섬                                                                          | 104°24′E              |
| 31   | 미얀마                 | 샨주 라오스-중국 국경지대                                                               | 101°10′E              |
| 32   | 인도                   | 아루나찰프라데시주 동시 인근의 미얀마 국경지대                                          | 97°23′E               |
| 33   | 방글라데시             | 치타공구 미얀마 국경지대                                                                | 92°35′E               |
| 34   | 부탄                   | 트라시강현 인도 국경지대                                                                | 92°05′E               |
| 35   | 네팔                   | 코시주 탑레중구 인도 국경지대                                                           | 88°15′E               |
| 36   | 카자흐스탄             | 동카자흐스탄주 러시아-중국 국경지대                                                     | 87°30′E               |
| 37   | 스리랑카               | 동부주 해안지대                                                                         | 81°40′E               |
| 38   | 키르기스스탄           | 이식쿨주 중국 국경지대                                                                  | 80°20′E               |
| 39   | 파키스탄               | 라다크주 뎀초크 (영유권 주장) 길기트발티스탄 인도 국경지대 (본토)                       | 79°26′E 77°30′E       |
| 40   | 타지키스탄             | 고르노바다흐샨 자치주 중국 국경지대                                                     | 75°05′E               |
| 41   | 아프가니스탄           | 바다크샨주 타지키스탄-중국 국경지대                                                     | 75°00′E               |
| 42   | 몰디브                 | 바부 환초 구역 내 펠리두 환초                                                           | 73°31′E               |
| 43   | 우즈베키스탄           | 안디잔주 키르기스스탄 국경지대                                                          | 73°20′E               |
| 44   | 영국                   | 영국령 인도양 지역 디에고가르시아섬 (속령) 잉글랜드 서퍽주 네스곶 (본토)                | 72°30′E 1°46′E        |
| 45   | 투르크메니스탄         | 레바프주 우즈베키스탄 국경지대                                                          | 66°40′E               |
| 46   | 모리셔스               | 로드리게스섬                                                                            | 63°30′E               |
| 47   | 이란                   | 시스탄오발루체스탄주 쿠하크 동부 일대                                                   | 63°18′E               |
| 48   | 오만                   | 샤르키야 지방 아라비아반도 최동단                                                       | 59°50′E               |
| 49   | 아랍에미리트           | 푸자이라 토후국 오만만 연안의 오만 국경지대                                             | 56°24′E               |
| 50   | 세이셸                 | 코에티비섬                                                                              | 56°16′E               |
| 51   | 프랑스                 | 레위니옹 생트로즈 (속령) 오트코르스주 산줄리아노 (본토 부속섬) 바랭주 로테르부르 (본토) | 55°50′E 9°33′E 8°13′E |
| 52   | 사우디아라비아         | 동부주 오만 국경지대                                                                    | 55°30′E               |
| 53   | 예멘                   | 아덴주 소코트라섬 라스모미곶 (부속섬) 오만 국경지대 (본토)                              | 54°30′E 53°10′E       |
| 54   | 카타르                 | 메사이드 움사이드 동쪽 곶                                                               | 51°39′E               |
| 55   | 소말리아               | 푼틀란드 라스하푼                                                                       | 51°27′E               |
| 56   | 바레인                 | 무하라크섬                                                                              | 50°43′E               |
| 57   | 마다가스카르           | 안치라나나주 인도양 연안의 마소알라곶                                                   | 50°40′E               |
| 58   | 아제르바이잔           | 바쿠시 질로이                                                                           | 50°33′E               |
| 59   | 쿠웨이트               | 알아마디주 연안 카루섬                                                                  | 48°40′E               |
| 60   | 이라크                 | 알파우반도                                                                              | 48°32′E               |
| 61   | 에티오피아             | 소말리주 소말리아 국경지대                                                              | 48°00′E               |
| 62   | 조지아                 | 카헤티주 아제르바이잔 국경지대                                                          | 46°40′E               |
| 63   | 아르메니아             | 슈니크주                                                                                | 46°37′E               |
| 64   | 튀르키예               | 이디르주 아제르바이잔-이란 국경지대                                                     | 44°49′E               |
| 65   | 코모로                 | 앙주앙섬 도모니                                                                         | 44°32′E               |
| 66   | 지부티                 | 오보크주 오보크 북동 연안                                                               | 43°25′E               |
| 67   | 에리트레아             | 남홍해주 지부티 국경지대                                                                | 43°7′E                |
| 68   | 시리아                 | 하사카주 이라크 국경지대                                                                | 42°25′E               |
| 69   | 케냐                   | 북동주 에티오피아-소말리아 국경지대                                                     | 41°00′E               |
| 70   | 모잠비크               | 남풀라주 나칼라 동부 인도양 연안                                                        | 40°45′E               |
| 71   | 탄자니아               | 므트와라주 인도양 연안의 모잠비크 국경지대                                              | 40°29′E               |
| 72   | 우크라이나             | 루한스크주 란냐조랴 인근 러시아 국경지대                                                | 40°15′E               |
| 73   | 요르단                 | 마프라크주 이라크-사우디아라비아 국경지대                                               | 39°20′E               |
| 74   | 수단                   | 홍해주 홍해 연안의 에리트레아 국경지대                                                  | 38°35′E               |
| 75   | 남아프리카 공화국      | 프린스에드워드 제도 프린스에드워드섬 몬테오우로 (본토)                                  | 38°00′E 32°53′E       |
| 76   | 레바논                 | 바알베크헤르멜주 시리아 국경지대                                                        | 36°38′E               |
| 77   | 말라위                 | 마칭가현 모잠비크 국경지대                                                              | 35°55′E               |
| 78   | 이집트                 | 홍해주 바라니스 북동쪽 바나스곶                                                         | 35°45′E               |
| 79   | 남수단                 | 남수단-에티오피아-케냐 국경지대 삼합점                                                  | 35°48′E               |
| 80   | 이스라엘               | 골란고원 분쟁지역 경계지대                                                              | 35°40′E               |
| 81   | 우간다                 | 나카피리피리트구 케냐 국경지대                                                          | 35°02′E               |
| 82   | 키프로스               | 클리데스 제도                                                                           | 34°36′E               |
| 83   | 노르웨이               | 스발바르 제도 크비퇴위아섬 크레메르퓐텐 바르되 키베르그스네세 (본토)                    | 33°30′E 31°01′E       |
| 84   | 짐바브웨               | 마니칼랜드주 모잠비크 국경지대                                                          | 33°00′E               |
| 85   | 잠비아                 | 북부주 말라위 국경지대                                                                  | 32°50′E               |
| 86   | 벨라루스               | 마힐료우현                                                                              | 32°46′E               |
| 87   | 에스와티니             | 루봄보구 남아프리카 공화국-모잠비크 국경지대                                            | 32°08′E               |
| 88   | 핀란드                 | 북카리알라 지역 일로만치 비르마얘르비                                                   | 31°35′E               |
| 89   | 콩고민주공화국         | 앨버트호 우간다 국경지대                                                                | 31°30′E               |
| 90   | 르완다                 | 동부주 탄자니아 국경지대                                                                | 30°53′E               |
| 91   | 부룬디                 | 캉쿠조주 탄자니아 국경지대                                                              | 30°50′E               |
| 92   | 몰도바                 | 슈테판보더구 팔란카 우크라니아 국경지대                                                 | 30°10′E               |
| 93   | 루마니아               | 다뉴브강 삼각주의 툴체아주 술리나 마을                                                  | 29°40′E               |
| 94   | 그리스                 | 스트롱길리섬 디디모티호 피티오 (본토)                                                   | 29°38′E 26°38′E       |
| 95   | 레소토                 | 모코틀롱구 모코틀롱 동부 남아프리카 공화국 국경지대                                     | 29°28′E               |
| 96   | 보츠와나               | 림포포강 짐바브웨-남아프리카 공화국 국경지대                                            | 29°20′E               |
| 97   | 불가리아               | 도브리치주 샤블라곶                                                                     | 28°36′E               |
| 98   | 라트비아               | 루자구 러시아 국경지대                                                                  | 28°15′E               |
| 99   | 에스토니아             | 이다비루주 나르바                                                                       | 28°12′E               |
| 100  | 중앙아프리카공화국     | 오트음보무주 수단-콩고민주공화국 국경지대                                               | 27°28′E               |
| 101  | 리투아니아             | 이그날리나구 벨라루스 국경지대                                                          | 26°50′E               |
| 102  | 나미비아               | 잠베주 잠비아-짐바브웨 국경지대                                                         | 25°15′E               |
| 103  | 리비아                 | 부트난주 지중해 연안 이집트 국경지대                                                    | 25°05′E               |
| 104  | 스웨덴                 | 노르보텐주 하파란다시 카타야섬 핀란드 국경지대 하파란다시 핀란드 국경지대 (본토)        | 24°10′E 24°15′E       |
| 105  | 폴란드                 | 루블린주 흐루비에슈프군 조신 인근 부크강                                                | 24°09′E               |
| 106  | 앙골라                 | 모시쿠주 잠비아 국경지대 강변                                                           | 24°00′E               |
| 107  | 차드                   | 수단 국경지대                                                                           | 24°00′E               |
| 108  | 세르비아               | 피로트구 디미트로브그라드 세노코스                                                      | 23°01′E               |
| 109  | 북마케도니아           | 동부지방 불가리아 국경지대                                                              | 23°00′E               |
| 110  | 헝가리                 | 서볼치서트마르베레그주 루마니아-우크라이나 국경지대                                     | 22°55′E               |
| 111  | 슬로바키아             | 프레쇼우주 폴란드-우크라이나 국경지대                                                   | 22°30′E               |
| ——   | 코소보                 | 카메니차                                                                                | 21°47′E               |
| 112  | 알바니아               | 코르처주 데볼                                                                           | 21°4′6″E              |
| 113  | 몬테네그로             | 로자예 자블라니카                                                                       | 20°21′E               |
| 114  | 보스니아 헤르체고비나  | 스릅스카 공화국 세르비아 국경지대                                                       | 19°30′E               |
| 115  | 크로아티아             | 부코바르스리옘주 일로크시 라데바크                                                      | 19°27′E               |
| 116  | 체코                   | 모라바슬레스코주 부코베크                                                               | 18°51′E               |
| 117  | 콩고 공화국            | 우방기강 콩고민주공화국 국경지대                                                        | 18°40′E               |
| 118  | 이탈리아               | 풀리아주 카포도트란토                                                                   | 18°31′E               |
| 119  | 오스트리아             | 부르겐란트주 도이치야른도르프 인근 평야 끝자락                                          | 17°09′E               |
| 120  | 슬로베니아             | 프레크무레 렌다바                                                                       | 16°36′E               |
| 121  | 카메룬                 | 동부주 중앙아프리카공화국-콩고 공화국 국경                                              | 16°12′E               |
| 122  | 니제르                 | 아가데즈주 차드 국경지대                                                                | 16°00′E               |
| 123  | 덴마크                 | 에르톨메네 군도 외스테르스캐르 (Østerskær)                                              | 15°11′E               |
| 124  | 독일                   | 작센주 젠텐도르프                                                                       | 15°2′E                |
| 125  | 몰타                   | 몰타섬 슈로비가진반도 (Xrobb il-Ghagin)                                                 | 14°34′E               |
| 126  | 가봉                   | 오트오고웨주 콩고 공화국 국경지대                                                       | 14°30′E               |
| 127  | 나이지리아             | 보르노주 카메룬 국경지대                                                                | 13°15′E               |
| 128  | 산마리노               | 파에타노                                                                                | 12°31′E               |
| 129  | 바티칸 시국            | 성 베드로 광장 동쪽 끝 입구                                                             | 12°27′E               |
| 130  | 알제리                 | 일리지주 리비아-니제르 국경지대                                                         | 12°00′E               |
| 131  | 튀니지                 | 메드닌주 리비아 국경지대                                                                | 11°35′E               |
| 132  | 적도 기니              | 가봉 국경지대                                                                           | 11°20′E               |
| 133  | 스위스                 | 그라우뷘덴주 뮈슈타이어 샤발라치봉                                                      | 10°29′E               |
| 134  | 리히텐슈타인           | 넨칭거히멜 국경지대 제28호 초소                                                         | 9°33′E                |
| 135  | 모나코                 | 몬테카를로 스포팅 클럽 데트                                                             | 7°26′E                |
| 136  | 상투메 프린시페        | 프린시페섬 동부 산투안토니우 동쪽                                                       | 7°26′E                |
| 137  | 네덜란드               | 흐로닝언주 올담트 니우에스한스                                                          | 7°13′E                |
| 138  | 룩셈부르크             | 에히터나흐주 로스포르트 인근 사우어강                                                   | 6°32′E                |
| 139  | 벨기에                 | 리에주주 뷜링언 크레빙컬                                                                | 6°22′E                |
| 140  | 스페인                 | 메노르카섬 마혼 라몰라섬 카탈루냐주 크레우스곶 (본토)                                   | 4°19′E 3°19′E         |
| 141  | 말리                   | 키달주와 가오주의 니제르 국경지대                                                       | 4°00′E                |
| 142  | 베냉                   | 나이지리아 국경지대                                                                     | 3°50′E                |
| 143  | 부르키나파소           | 동부주 아타코라강의 니제르-베냉 국경지대                                                | 2°25′E                |
| 144  | 안도라                 | 카닐료 라팔로메라                                                                       | 1°47′E                |
| 145  | 토고                   | 마리팀주 대서양 연안의 베냉 국경지대                                                    | 1°46′E                |
| 146  | 가나                   | 볼타주 토고 국경지대                                                                    | 1°10′E                |
| 147  | 모로코                 | 오리앙탈 지방 알제리 국경지대                                                           | 1°10′W                |
| 148  | 코트디부아르           | 가나 국경지대                                                                           | 2°35′W                |
| 149  | 모리타니               | 티리스젬무르주 알제리-말리 국경지대                                                     | 4°45′W                |
| 150  | 아일랜드               | 위클로주 위클로헤드                                                                     | 5°59′W                |
| 151  | 포르투갈               | 브라간사현 미란다두도루 파라델라 교구                                                   | 6°11′W                |
| —    | 페로 제도              | 푸글로이                                                                                | 6°16′W                |
| 152  | 라이베리아             | 리버지주 코트디부아르 국경지대                                                          | 7°22′W                |
| 153  | 기니                   | 은제레코레주 코트디부아르 국경지대                                                      | 7°45′W                |
| —    | 서사하라               | 모로코-알제리-모리타니 사합점 국경지대                                                  | 8°40′W                |
| 155  | 시에라리온             | 동부주 기니-라이베리아 국경지대                                                         | 10°17′W               |
| 156  | 세네갈                 | 탐바쿤다주 말리 국경지대                                                                | 11°22′W               |
| —    | 그린란드               | 노르스트룬딩겐 (Nordøstrundingen)                                                       | 12°08′W               |
| 158  | 아이슬란드             | 쉬뒤르물라시슬라 크발바퀴르                                                             | 13°14′W               |
| 159  | 기니비사우             | 가부주 기니 국경지대                                                                    | 13°40′W               |
| 160  | 감비아                 | 어퍼리버구 세네갈 국경지대                                                              | 13°48′W               |
| 161  | 카보베르데             | 보아비스타섬 메린겔곶 (Ponta Meringuel)                                                 | 22°40′W               |
| 162  | 브라질                 | 이스피리투산투주 마르팅바스 제도 술섬 (Ilha do Sul) 파라이바주 세이사스곶 (본토)        | 28°50′W 34°47′W       |
| 163  | 캐나다                 | 뉴펀들랜드 래브라도 스피어곶 뉴펀들랜드 래브라도 생샤를곶 (본토)                        | 52°37′W 55°37′W       |
| 164  | 우루과이               | 세로라르고주 라고아미림의 브라질 국경지대                                               | 53°5′W                |
| 165  | 아르헨티나             | 미시오네스주 베르나르도데이리고옌                                                       | 53°41′W               |
| 166  | 수리남                 | 시팔리비니구 프랑스령 기아나 국경지대                                                   | 54°00′W               |
| 167  | 파라과이               | 카닌데유주 브라질 국경지대                                                              | 54°15′W               |
| 168  | 가이아나               | 이스트버비스코렌타인주 수리남-브라질 국경지대                                           | 56°30′W               |
| 169  | 볼리비아               | 산타크루스주 브라질 국경지대                                                            | 57°27′W               |
| 170  | 바베이도스             | 세인트필립구 키트리지곶 인근                                                            | 59°26′W               |
| 171  | 베네수엘라             | 델타아마쿠로주 카리브해 연안 가이아나 국경지대                                          | 59°45′W               |
| 172  | 트리니다드 토바고      | 토바고섬 샬럿빌 인근 최동단                                                             | 60°31′W               |
| 173  | 세인트빈센트 그레나딘  | 그레나딘구 베토위아섬                                                                   | 61°08′W               |
| 174  | 세인트루시아           | 라보리구 동쪽 해안                                                                      | 60°54′W               |
| 175  | 도미니카 공화국        | 세인트데이비드구 남동쪽 곶                                                              | 61°15′W               |
| 176  | 그레나다               | 세인트패트릭구 프티트마르티니크섬                                                       | 61°23′W               |
| 177  | 앤티가 바부다          | 앤티가섬 동쪽 바위                                                                      | 61°40′W               |
| 178  | 세인트키츠 네비스      | 세인트제임스윈드워드구 네비스의 동쪽 곶                                                 | 62°31′W               |
| 179  | 미국                   | 미국령 버진아일랜드 세인트크로이섬 우달곶 메인주 웨스트쿼디헤드 (본토)                  | 64°34′W 66°56′W       |
| 180  | 푸에르토리코           | 쿨레브라 카요노르테                                                                     | 65°15′W               |
| 181  | 칠레                   | 마가야네스이데라안타르티카칠레나주 누에바섬 네바도스데포키스 (본토)                     | 66°24′W 66°58′W       |
| 182  | 콜롬비아               | 과이니아주 브라질-베네수엘라 국경지대                                                   | 67°00′W               |
| 183  | 도미니카 공화국        | 라알타그라시아주 아과곶                                                                 | 68°20′W               |
| 184  | 페루                   | 마드레데디오스주 탐보파타현 탐보파타구 헤스강 하구                                      | 68°39′W               |
| 185  | 아이티                 | 중앙주 도미니카공화국 국경지대                                                          | 71°38′W               |
| 186  | 바하마                 | 마야과나섬                                                                              | 72°45′W               |
| 187  | 쿠바                   | 관타나모주 마이시 인근 마이시곶                                                         | 74°08′W               |
| 188  | 에콰도르               | 오레야나주 페루 국경지대                                                                | 75°15′W               |
| 189  | 자메이카               | 세인트토머스구 모런트곶                                                                 | 76°12′W               |
| 190  | 파나마                 | 다리엔주 콜롬비아 국경지대                                                              | 77°09′W               |
| 191  | 코스타리카             | 리몬주 파나마 국경지대                                                                  | 82°30′W               |
| 192  | 니카라과               | 북카리브 자치구 미스키토카이스 군도                                                     | 82°46′W               |
| 193  | 온두라스               | 그라시아스아디오스주 니카라과 국경지대                                                  | 83°35′W               |
| 194  | 멕시코                 | 킨타나로오주 무헤레스섬 남동쪽 끝자락                                                   | 86°42′W               |
| 195  | 벨리즈                 | 라이트하우스 환초                                                                       | 87°35′W               |
| 196  | 엘살바도르             | 라우니온주 메안게라델골포섬                                                             | 87°42′W               |
| 197  | 과테말라               | 이사발주 온두라스 국경지대                                                              | 88°15′W               |
| 198  | 키리바시               | 캐롤라인섬                                                                              | 150°13′W              |
| 199  | 사모아                 | 아이가이레타이구 파누아타푸섬                                                           | 171°20′W              |
| 200  | 통가                   | 통가타푸 타파히                                                                         | 173°43′W              |